# Айнак (родовище)
Айнак — одне з найбільших у Південній Азії родовище мідних руд. Знаходиться в Афганістані, неподалік від Кабула. Запаси понад 5,0 млн т, вміст Cu 2%. За обсягом запасів входить в п’ятірку перших найбільших мідних родовищ світу.